# Hiatella azaria
Hiatella azaria är en musselart som först beskrevs av Dall 1881.  Hiatella azaria ingår i släktet Hiatella och familjen Hiatellidae. Inga underarter finns listade i Catalogue of Life.